# 貞廣彰
貞廣 彰（さだひろ あきら、1945年12月2日 - ）は、日本の経済学者。早稲田大学政治経済学術院教授。

## プロフィール
香川県出身。1968年早稲田大学政治経済学部経済学科卒業。1970年、大阪大学大学院経済学研究科修士課程修了。同博士課程を中退し経済企画庁入庁。
経企庁・内閣府では1992年・1993年経済企画庁調査局海外調査課長、1994～1996年同庁同局内国調査第一課長、1997年同庁総合計画局審議官、1998年同庁経済研究所所長等を歴任。
学者としては1988年～1989年に京都大学経済学部助教授、1991年経済学博士（京都大学）。2000年9月より早稲田大学政治経済学術院教授。

## 関連
経済企画庁エコノミスト
- 宮崎勇
- 海野恒男
- 加藤雅
- 吉冨勝
- 小峰隆夫
- 江藤勝

## 著書・訳書
- 『戦後日本のマクロ経済分析』（東洋経済新報社）
- 『ビジュアル世界経済の基本』（日本経済新聞社）
- 『2020年の世界経済』（東洋経済新報社）（吉冨勝監訳）

### 共著
- 『ゼミナール・日米経済比較－36キーワードで知る「違い」と「同じ」』（有斐閣）